# IC 2418
IC 2418 ist eine Spiralgalaxie vom Hubble-Typ Sbc? im Sternbild Krebs auf der Ekliptik. Sie ist schätzungsweise 619 Millionen Lichtjahre von der Milchstraße entfernt und hat einen Durchmesser von etwa 35.000 Lj.

Im selben Himmelsareal befinden sich u. a. die Galaxien IC 2406, IC 2407, IC 2409, IC 2414.
Entdeckt wurde das Objekt am 13. Januar 1901 von Max Wolf.